# 瓊戈韋縣

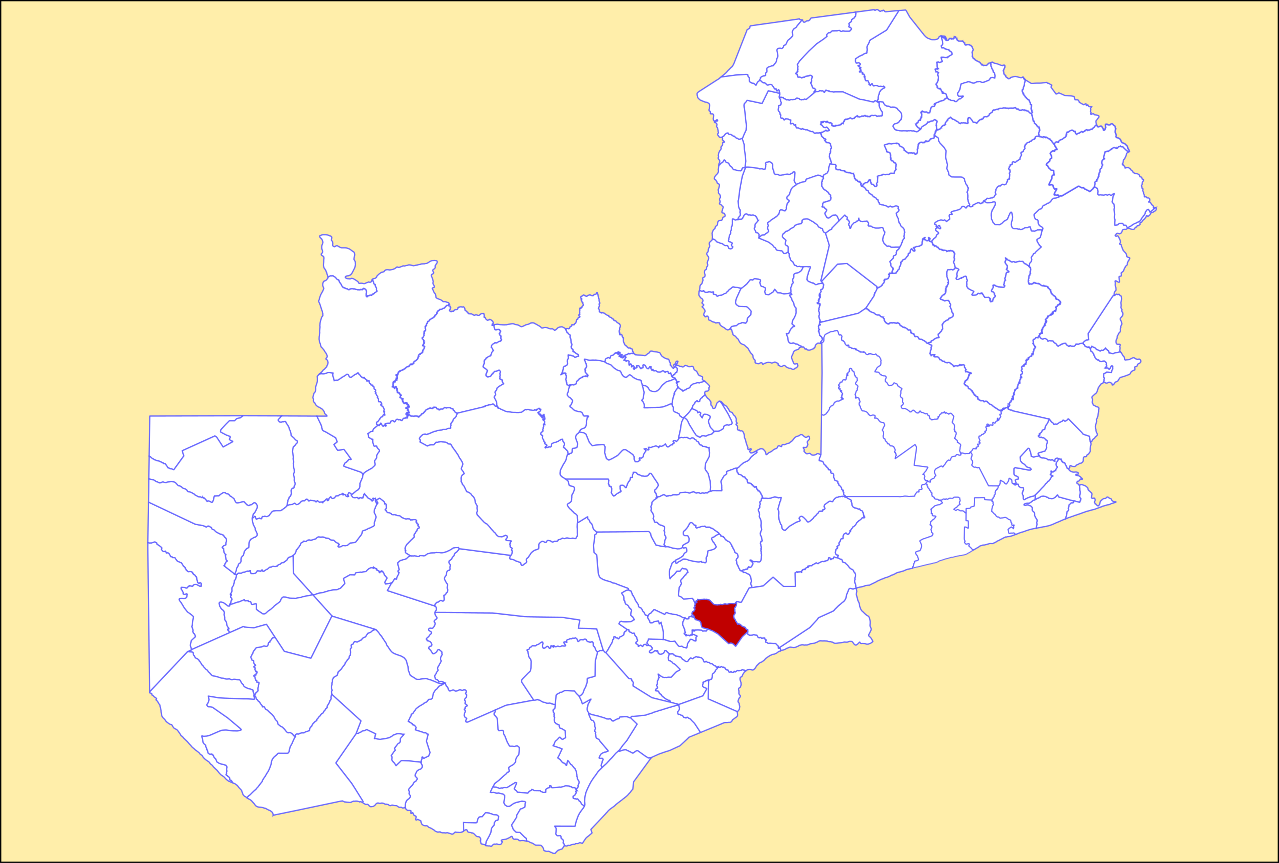

15°21′S 28°38′E / 15.350°S 28.633°E
瓊戈韋縣（英語：Chongwe District），是贊比亞的縣份，位於該國中南部，由盧薩卡省負責管轄，首府設於瓊戈韋，面積8,669平方公里，2010年人口192,303，人口密度每平方公里22.2人。